# إبراهام فيتزغيبون
إبراهام فيتزغيبون (بالإنجليزية: Abraham Fitzgibbon)‏ هو مهندس أسترالي، ولد في 23 يناير 1823 في جزيرة أيرلندا في المملكة المتحدة، وتوفي في 4 أبريل 1887 في بوشي ‏ في المملكة المتحدة.